# Deilão
Deilão ist ein Ort und eine ehemalige Gemeinde (Freguesia) im portugiesischen Kreis Bragança. Die Gemeinde hatte 168 Einwohner (Stand 30. Juni 2011).
Am 29. September 2013 wurden die Gemeinden Deilão und São Julião de Palácios zur neuen Gemeinde União das Freguesias de São Julião de Palácios e Deilão zusammengeschlossen.